# Альфонс (фильм)
«Альфонс» — российская кинокомедия.

## Сюжет
Героям фильма, актёрам Саше Реброву и Вове Бокину, пришлось уйти из театра, где их заставляли участвовать в малопристойном спектакле, в голом виде изображать на сцене уроки секса. Теперь им придётся устраиваться в бурной жизни начала 1990-х годов. Работы нет, а тут ещё жена Реброва готовится стать матерью. От безысходности Саша решается на отчаянный поступок. Отправив жену к родственникам в деревню, он даёт объявление о том, что оплодотворяет одиноких женщин. Помощником Реброва становится его друг Бокин, которому предстоит изображать из себя экстрасенса.
С первой клиенткой получается облом — она явилась лишь для того чтобы помыться, ибо в их микрорайоне два месяца нет горячей воды. Однако со временем сомнительный бизнес налаживается. Вовик, беспросветно пьющий и совершенно равнодушный к женскому полу толстячок, преображается и успешно играет свою роль, пока не находит семейное счастье с одной из клиенток, Алей.
Но тут на «бизнесмена» наезжает местная мафия в лице её главаря Пикина (Армен Джигарханян). Ребров отказывается платить. Тогда ему организуют ограбление квартиры, а самого переезжают автомашиной. В финале весь перебинтованный герой триумфально выписывается из больницы.

## В ролях
- Александр Панкратов-Чёрный — Александр Дмитриевич Ребров
- Наталья Гундарева — Светлана Реброва
- Владимир Ильин — Вова Бокин
- Ирина Розанова — Алечка
- Армен Джигарханян — Михаил Семёнович Пикин
- Михаил Филиппов — Константин Сергеевич, директор театра
- Вадим Захарченко — Толя, мясник
- Наталья Крачковская — толстушка
- Люсьена Овчинникова — продавщица в колбасном отделе
- Людмила Артемьева — Людмила
- Мария Скворцова — старушка у подъезда
- Зинаида Нарышкина — старушка у подъезда
- Клавдия Козлёнкова — продавщица папирос
- Татьяна Скороходова — американка
- Владимир Смирнов — Михалыч, сторож театра
- Алевтина Добрынина — эпизод

## Съёмочная группа
- Режиссёр — Владимир Златоустовский
- Продюсер — Лариса Скрипицына
- Сценарист — Алексей Тимм
- Оператор — Николай Пучков
- Композитор — Теодор Ефимов
- Художник — Николай Терехов

## Интересные факты
- Имя главного героя Александр Дмитриевич Ребров (сокращённо Адамово Ребро) А. Д. Ребров.